# Revival (televisão)
Revival é uma tentativa de reviver uma série de televisão extinta, produzindo novos episódios. O revival é uma das várias estratégias de programação que as redes de televisão empregam para capitalizar mais em programas de sucesso. dentre os outros métodos como os spin-offs, as reuniões de elenco e os filmes para a televisão, que baseiam-se no programa original.
Ao contrário dos spin-offs, em que uma rede de televisão cria um novo programa em torno de um ou mais personagens populares conhecidos de um programa diferente, um revival envolve a reintrodução da maioria, ou pelo menos muitos dos argumentos, personagens e locais do programa original. 
Os revivals também devem ser diferenciados de remakes e reinícios de continuidade, onde os personagens e/ou conceitos centrais são mantidos, mas a história começa de novo desde o início. Os revivals diferem por partirem de onde as séries mais antigas pararam, ou em algum momento depois desse ponto.